# Мирисна гривача
{{Taxobox
| image = Clavulina cinerea 01.JPG
| image_width = 234п
| image_caption =
| regnum = 
| divisio = 
| classis = 
| ordo = 
| familia = 
| genus = 
| species = 
| binomial = 
| binomial_authority = (Bull.) J.Schröt. (1888)
| synonyms_ref = 
| synonyms =-{Clavaria coralloides-cinerea Bull. (1788)

Clavaria cinerea Bull. (1791)

Ramaria cinerea (Bull.) Gray (1821)

Merisma cinereum (Bull.) Spreng. (1827)

Corallium cinereum (Bull.) G.Hahn (1883)}-
}}
Мирисна гривача (лат. Clavulina cinerea) је врста гљиве. Спада у род гривача. Веома је укусна и широко распрострањена. Осим имена мирисна гривача неки је зову и сива гривача.

## Труп
Труп или танак и висок као какав стручак, или се одмах од дна почиње гранати, те је у том случају врло кратак и дебео од 1 до 3 cm (у овом другом случају творе га за право већ међусобно разлучене али још неодвојене и скупа стиснуте гране прије првог рачвања). Што је труп дебљи и краћи, носит ће на дну гране дебље од себе самог. Бијел је или окер боје.

## Гране и гранчице
Код танког и високог трупа-стручка гране се већином уопште не дијеле у тање гранчице, него ће, остајући све до врха готово једнако дебеле завршити директно вршцима. У том случају готово као свијећа окомите и често уздужно усјечене, као да су се по двије слијепиле. Код кратког али дебелог трупа, гране одмах, у почетку готово водоравно, иду на стране, па се тек постепено усправљају и дијеле се још двократно или трократно на мање и према врху све тање гранчице. Витке гране иду у висину од 5 до 10 cm, код разгранатијих и дебљих од 4 до 9 cm, а све заједно попречно мјерене од најистуренијих запосједају простор широк од 3 до 7 cm. Оне су сиве као дим, а код старијих су споре бијело напаршене.

## Вршци
Вршци окержути, већином затупасти, ако да су по два заједно срасла, док је између њих уздужни урез, већином су ипак по два рашљасто раширена, попут јеленових рогова, међутим ни у том случају горњи врх није им шиљаст, или барем не тако као у вечине других цапица; рјеђе се затекну три вршка, од којих је средњи највиши, а чешће је на врху само један једини лијепо одозго заобљен.

## Отрусина
Отрусина или отисак спора је благо жућкастобијел.

## Месо
Месо у трупу готово бијело, иначе у гранама и гранчицама сивкасто или смећкасто, особито под површином; мраморирано је у трупу и у гранчицама, тј. Жиласто или пругасто тамније провођено. Мало еластично али не и тврдо, у гранчицама ломљиво. Укус благ, неутралан, мирис предивно ароматичан, иако тешко одредив, отприлике с компонентама на какав фини ликер плус анис плус плус презреле кајсије.

## Станиште и распрострањеност
У колонијама, полукруговима или луковима крај црника, медунаца, алепских и приморских борова те пинија, у најужем медитеранском појасу најчеђћа, но иде и даље од обале. Најзаступљенија на Корнатима, Цресу, Лошињу, Корчули, на Хвару те око Дубровника и Цавтата. Готово искључиво међу камењем или под каменом, на пјешчаном терену, без траве, врло сунчаном.

## Јестивост
Врхунски деликатесна гљива, једна од првих десет. При кувању се њена арома још интезивније осјети. Дјелује опојно, на неке појединце и еуфорично.

## Сличне врсте
Сива гривача је врло распрострањена, разликује се углавном по просјечно тањим гранама, оштријим, понекад и виличастим вршцима, те одсутношћу мириса. Међу другим гривачама могла би се замијенити са љубичастом гривачом. Донк, чији је труп јаче окержут, гране и гранчице јаче љубичасте, без сивог и врло ломљиве. Ни она, међутим, нема оног финог мириса, иако је доста добра јестива гљива, а воли мрачнија мјеста под приобалним боровима.